# Stefan Trimmel
Stefan Trimmel (* 19. Mai 2004 in Eisenstadt) ist ein österreichischer Fußballspieler.

## Karriere
Trimmel begann seine Karriere beim SV Schattendorf. Im Jänner 2014 wechselte er zur SV Mattersburg. Zur Saison 2018/19 kam er in die AKA Burgenland, in der er fortan sämtliche Altersstufen durchlief.
Zur Saison 2022/23 wechselte er zu den Amateuren des Zweitligisten SV Lafnitz. In seiner ersten Saison in der Landesliga kam er zu 22 Einsätzen für Lafnitz II. Zur Saison 2023/24 rückte er in den Kader der Profis auf. Sein Debüt in der 2. Liga gab er im Mai 2024, als er am 27. Spieltag jener Saison gegen den SK Sturm Graz II in der 75. Minute für Cory Sène eingewechselt wurde. Für Lafnitz kam er insgesamt zu 14 Zweitligaeinsätzen, ehe das Team 2025 aus der 2. Liga abstieg.
Zur Saison 2025/26 wechselte Trimmel daraufhin zu Regionalligist SV Oberwart.